# Универзитет Св. Кирил и Методиј у Скопљу
Универзитет Св. Кирил и Методиј у Скопљу (мкд. Универзитет „Св. Кирил и Методиј“ во Скопје) је државни универзитет у Скопљу. Најстарији је и највећи универзитет у Северној Македонији. Основан је 24. априла 1949. са три факултета, а данас чини заједницу 23 факултета, 9 научних института (5 у саставу Универзитета и 4 који сарађују) и 6 других институција. Први ректор био је Кирил Миљовски, а садашњи ректор је Биљана Ангелова.

## Састав Универзитета
Универзитет се састоји од 23 факултета, 5 института и 4 јавне научне установе, као и од 6 других организација које сарађују с Универзитетом.

### Факултети
Унутар Универзитета делује 23 факултета са подручја природних, медицинских, техничких, друштвених и биотехничких наука као и уметности.

#### Природне науке
- Природословно-математички факултет

#### Медицинске науке
- Медицински факултет
- Стоматолошки факултет
- Фармацеутски факултет
- Факултет физичке културе

#### Техничке науке
- Факултет за информатичке науке и компјутерско инжењерство
- Архитектонски факултет
- Грађевински факултет
- Машински факултет
- Факултет за електротехнику и информацијске технологије
- Технолошко-металуршки факултет

#### Друштвене науке
- Филозофски факултет
- Филолошки факултет „Блаже Конески“
- Економски факултет
- Правни факултет „Јустинијан I“
- Педагошки факултет „Св. Климент Охридски“

#### Биотехничке науке
- Факултет за пољопривредне науке и храну
- Шумарски факултет
- Факултет за ветеринарску медицину

#### Уметност
- Факултет за музичку уметност
- Факултет за драмске уметности
- Факултет за ликовне уметности

### Истраживачки институти
- Економски институт
- Институт за землјотресно инжењерство и инжењерску сеизмологију
- Институт за социолошка и политичко-правна истраживања
- Пољопривредни институт
- Институт за сточарство

### Придружене институције

#### Јавне научне установе
- Институт за македонску литературу
- Институт за македонски језик „Крсте Мисирков“
- Институт за националну историју
- Институт за фоклор „Марко Цепенков“

#### Остале високообразовне институције
- Православни богословни факултет „Св. Климент Охридски“

## Универзитетска библиотека
Академска библиотека Универзитета је НУБ „Св. Климент Охридски“, која је уједно и национална библиотека Северне Македоније.
Отворена је 1920. године као библиотека Филозофског факултета, а касније је постала и јавна Народна библиотека и библиотека универзитета у садашњој згради.